# Русский Заворот
Русский Заворот — полуостров в Баренцевом море в Ненецком автономном округе России. Представляет собой песчаную косу высотой 2—3 метра и длиной около 45 километров. Во время сильных нагонов воды частично затопляется. Повышенные места покрыты тундровой растительностью. Отделяет Кузнецкую и Печорскую губу, к югу от полуострова, от Печорского моря.
Сложены хорошо сортированным песчаным материалам, что обусловило интенсивное развитие на его поверхности эоловых процессов, которые формируют мощный дюнный пояс. Прибрежный поток энергии волн направлен на восток, чем обусловлен и прибрежный поток наносов того же направления, который в основном разгружается около дистального конца полуострова. Полуостров кончается мысом Русский Заворот. К востоку от косы расположены острова Гуляевские Кошки, на юге косы раньше располагался посёлок Ходовариха.
Полуостров населяют в основном водоплавающие птицы — лебеди, гуси, утки. На полуострове гнездится малый лебедь (Сygnus bewickii), занесённый в Красную книгу России (III категория).